# Malehan
Malehan ist ein Ort in der Aldeia Limanaro (Suco Rairobo, Verwaltungsamt Atabae, Gemeinde Bobonaro). Er liegt in einer Meereshöhe von 27 m.
Das Dorf befindet sich an der Straße, die entlang des Flusses Lóis führt, der Nordgrenze der Aldeia und des Sucos Rairobo. Weiter westlich führt eine Brücke über den Fluss. In Malehan befindet sich eine Grundschule.